# Taranto Open 1984
Il Taranto Open 1984 è stato un torneo di tennis giocato sulla terra rossa. È stata la 1ª edizione del torneo, che fa parte del Virginia Slims World Championship Series 1984. Si è giocato a Taranto in Italia, dal 23 al 29 aprile 1984.

## Campionesse

### Singolare
Sandra Cecchini ha battuto in finale  Sabrina Goleš con il punteggio di 6–2, 7–5

### Doppio
Sabrina Goleš /  Petra Huber hanno battuto in finale  Elena Eliseenko /  Natasha Reva con il punteggio di 6–3, 6–3